# Sefirin Kızı
Sefirin Kızı è una serial televisivo turco trasmesso su Star TV dal 16 dicembre 2019 all'11 maggio 2021.

## Trama
Sancar Efeoğlu e Nare Çelebi, che è la figlia dell'ambasciatore. si amano follemente fin dalla giovane età, ma il padre di Nare è contrario alla loro relazione. Decidono di fuggire e di sposarsi in segreto. Dopo che Sancar dubita la notte dopo il suo matrimonio che Nare lo abbia tradito e non crede alle sue parole, la espelle dalla capanna. Si lancia dall'orlo dell'abisso e viene gravemente ferita. Poi queste scompaiono e la loro storia è diventata epica. Sancar pensa che Nare lo abbia lasciato facilmente in cerca di una nuova vita in Europa. Dopo 8 anni, Nare ritorna alla vita di Sancar. Dove appare con la figlia di Sencar in un momento in cui si stava per sposare con una ragazza per iniziare una nuova vita,  mentre Sancar ancora non riesce ancora a crederle, Nare continua con il suo amore per Sancar nonostante tutte le difficoltà e i danni che le sono capitati.

## Interpreti e personaggi
| Attore/Attrice         | Personaggio          |
| ---------------------- | -------------------- |
| Engin Akyürek          | Sancar Efeoğlu       |
| Neslihan Atagül        | Nare Çelebi          |
| Tuba Büyüküstün        | Mavi Cinar Efeoğlu   |
| Uraz Kaygılaroğlu      | Gediz Işıklı         |
| Erdal Kuçukkömürcü     | Güven Çelebi         |
| Doğukan Polat          | Yahya Efeoğlu        |
| Hivda Zizan Alp        | Elvan Efeoğlu        |
| Özlem Çakar Yalçınkaya | Refika Işıklı        |
| Erhan Alpay            | Akın Vardalı         |
| Gonca Cilasun          | Halise Efeoğlu       |
| Tülin Yazkan           | Menekşe Efeoğlu      |
| Esra Kızıldoğan        | Müge Işıklı          |
| Cemre Öktem            | Zehra Efeoğlu        |
| Edip Tepeli            | Kavruk Ömer          |
| Beren Gençalp          | Melek Efeoğlu Çelebi |
| İlayda Ildır           | Dudu                 |
| Furkan Aksoy           | Lokman               |
| Bülent Şakrak          | Kahraman             |
| Gözde Çığacı           | Ceylan               |
| Aras Aydin             | Turgut               |